# Columnes d'Hèrcules

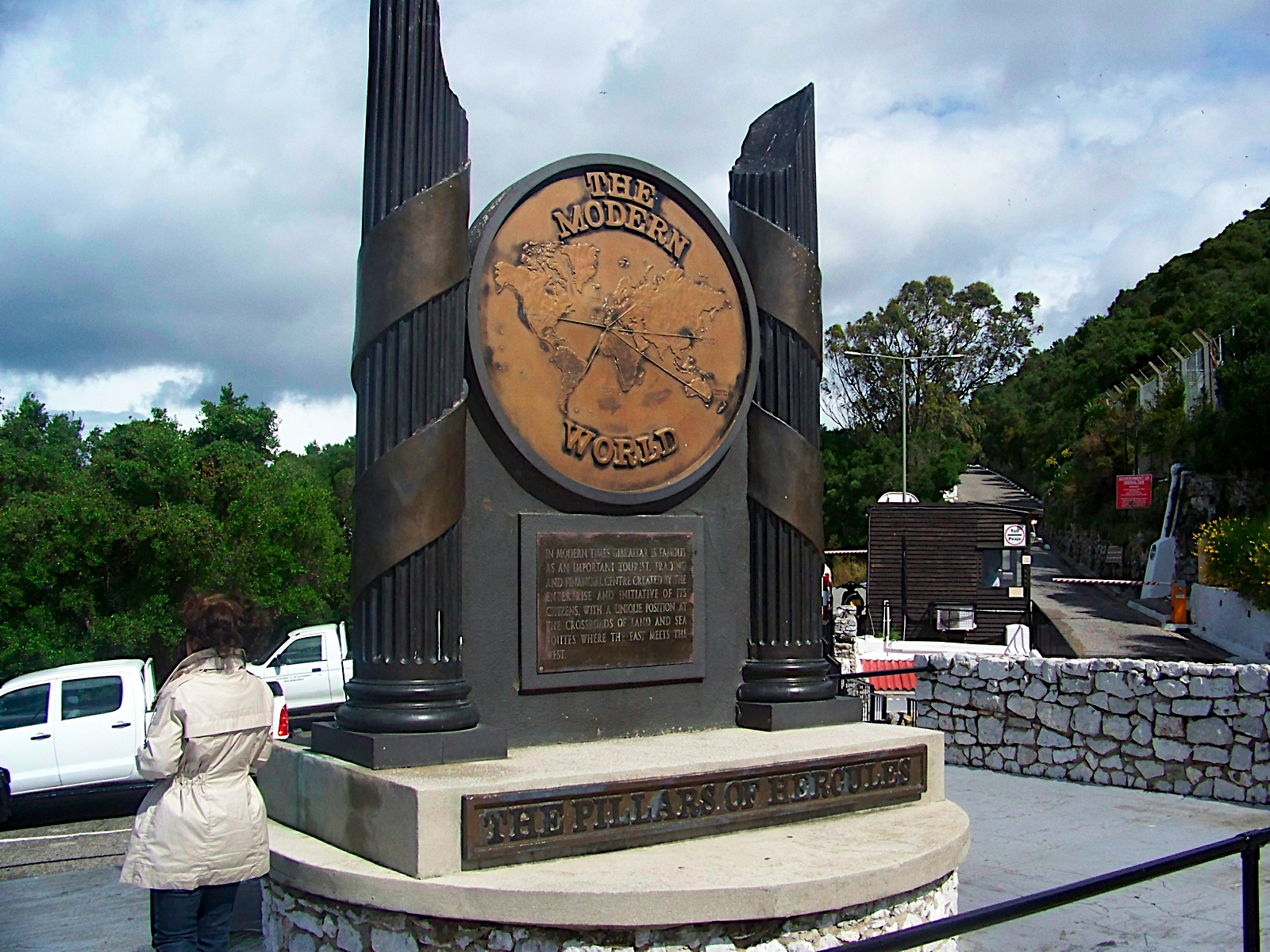
Representació de les columnes d'Hèrcules a Gibraltar

Les columnes d'Hèrcules (llatí: Herculis Columnae, en grec antic: αἱ Ἡρακλέους στῆλαι, hai Hērakléous stêlai), també pilars d'Hèrcules, és el que rebien antigament les roques que guardaven l'entrada a la mar Mediterrània a la zona de l'estret de Gibraltar. La part europea s'anomenava Calpe, i la part africana Abila.
La llegenda diu que eren unes fites erigides per marcar l'extrem occidental dels navegants i especialment la mítica expedició d'Hèrcules. Altres pilars o columnes d'Hèrcules les trobem referenciades a Germània i a la Gàl·lia per marcar els extrems d'altres viatges d'Hèrcules. Els pilars de Proteu, que menciona Tàcit, tenien la mateixa intenció demarcadora a Egipte. Estrabó parla dels pilars del Cel i de la Terra i diu que el de la Terra és aquell sobre el qual es va suportar la volta celestial des d'on Atles sostenia la Terra.
Anteriorment a ser anomenats pilars d'Hèrcules eren coneguts com a pilars de Cronos i Briàreu, que, com Atles, eren déus de l'ètnia dels titans. Heròdot ja coneixia els pilars o columnes perfectament pels relats dels navegants fenicis i ja portaven el nom d'Hèrcules: un oracle va enviar una colònia procedent de Tir a fundar un establiment als pilars d'Hèrcules i els colons van arribar a la zona i van ocupar les roques de Calpe i Abyla, que van considerar els pilars que havia assenyalat l'oracle, a la zona de Saxetanum (o Exitani), però uns mals auspicis els van fer retornar; una segona expedició va arribar més lluny, a una illa on després hi va haver la ciutat d'Onoba (Huelva), però altre cop uns mals auspicis els van fer retornar; finalment, una tercera expedició va permetre fundar-hi Gades. El déu Melcart dels fenicis es va identificar amb Hèrcules.
Van marcar el límit del món conegut per als antics grecs fins que, segons l'historiador Heròdot, Coleu de Samos les va ultrapassar al segle vii aC.